# Criquetot-l'Esneval
Criquetot-l'Esneval is een gemeente in het Franse departement Seine-Maritime (regio Normandië) en telt 2202 inwoners (2005). De plaats maakt deel uit van het arrondissement Le Havre.

## Geografie
De oppervlakte van Criquetot-l'Esneval bedraagt 13,5 km², de bevolkingsdichtheid is 163,1 inwoners per km².
De onderstaande kaart toont de ligging van Criquetot-l'Esneval met de belangrijkste infrastructuur en aangrenzende gemeenten.

## Demografie
Onderstaande figuur toont het verloop van het inwonertal (bron: INSEE-tellingen).